# Angela Deacon
Angela Deacon (28 de agosto de 1970) es una deportista australiana que compitió en judo. Ganó siete medallas en el Campeonato de Oceanía de Judo entre los años 1990 y 2000.

## Palmarés internacional
| Campeonato de Oceanía | Campeonato de Oceanía      | Campeonato de Oceanía | Campeonato de Oceanía |
| Año                   | Lugar                      | Medalla               | Categoría             |
| --------------------- | -------------------------- | --------------------- | --------------------- |
| 1990                  | Papeete (Francia)          | Medalla de plata      | –56 kg                |
| 1992                  | Wellington (Nueva Zelanda) | Medalla de oro        | –56 kg                |
| 1994                  | Sídney (Australia)         | Medalla de plata      | –52 kg                |
| 1996                  | Wellington (Nueva Zelanda) | Medalla de plata      | –61 kg                |
| 1996                  | Wellington (Nueva Zelanda) | Medalla de plata      | Abierta               |
| 1998                  | Apia (Samoa)               | Medalla de plata      | –57 kg                |
| 2000                  | Sídney (Australia)         | Medalla de bronce     | –57 kg                |